# Małyk rezen
Małyk rezen (bułg. Малък резен) – szczyt masywu Witosza, w Bułgarii, o wysokości 2182 m n.p.m. Odznacza się stromymi, skalistymi zboczami.